# Berbegal (kommunhuvudort)
Berbegal är en kommunhuvudort i Spanien.   Den ligger i provinsen Provincia de Huesca och regionen Aragonien, i den nordöstra delen av landet, 400 km nordost om huvudstaden Madrid. Berbegal ligger 518 meter över havet och antalet invånare är 456.
Terrängen runt Berbegal är platt åt nordväst, men åt sydost är den kuperad. Berbegal ligger uppe på en höjd. Runt Berbegal är det mycket glesbefolkat, med 7 invånare per kvadratkilometer. Närmaste större samhälle är Barbastro, 13,7 km nordost om Berbegal. Trakten runt Berbegal består till största delen av jordbruksmark.